# Bolszyje Kozły
Bolszyje Kozły (ros. Большие Козлы) – wieś (dieriewnia) w Rosji, w obwodzie kałuskim, w rejonie pieriemyszlskim. W 2010 liczyła 782 mieszkańców.